# La Chaux (Saône-et-Loire)
La Chaux is een gemeente in het Franse departement Saône-et-Loire (regio Bourgogne-Franche-Comté) en telt 293 inwoners (2005). De plaats maakt deel uit van het arrondissement Louhans.

## Geografie
De oppervlakte van La Chaux bedraagt 11,1 km², de bevolkingsdichtheid is 26,4 inwoners per km².
De onderstaande kaart toont de ligging van La Chaux (Saône-et-Loire) met de belangrijkste infrastructuur en aangrenzende gemeenten.

## Demografie
Onderstaande figuur toont het verloop van het inwonertal (bron: INSEE-tellingen).